# ولیان (ساوجبلاغ)
ولیان روستایی از توابع بخش چندار شهرستان ساوجبلاغ در استان البرز ایران است.این آبادی سردسیر و کوهستانی است.

## جمعیت
این روستا در دهستان چندار قرار دارد و براساس سرشماری مرکز آمار ایران در سال ۱۳۸۵، جمعیت آن ۱٬۱۲۲ نفر (۳۵۵خانوار) بوده‌است.
در زمستان 350 خانوار (حدود 1500 نفر) و در فصل تابستان بیش از 800 خانوار (در حدود 3 هزار نفر) سکونت می یابند.

## موقعیت جغرافیایی
روستای ولیان واقع در شهرستان ساوجبلاغ با مختصات جغرافیایی 50 درجه و 51 دقیقه عرض شمالی، در 15کیلومتری شمال شهرک کوهسارقرار دارد.

## فرهنگ و زبان
مردم ولیان به زبان تاتی صحبت می‌کنند.